# قاسم‌آباد لک‌لک
قاسم‌آباد لک‌لک، روستایی از توابع بخش مرکزی شهرستان اسدآباد در استان همدان ایران است.

## جمعیت
این روستا در دهستان جلگه قرار دارد و براساس سرشماری مرکز آمار ایران در سال ۱۳۹۵، جمعیت آن ۷۵۵ نفر (۲۳۸خانوار) بوده‌است.